# Вожойський
Вожо́йський (рос. Вожойский) — починок (колишнє селище) в Зав'яловському районі Удмуртії, Росія.
Стара назва — Вожойський лісопункт.
Населення — 113 осіб (2012; 81 в 2010).
Національний склад станом на 2002 рік:
- росіяни — 64 %